# Îles Desertas
Les îles Desertas, en portugais Ilhas Desertas, sont un archipel inhabité du Portugal situé dans l'océan Atlantique, dans la région autonome de Madère, au sud-est de l'île de Madère. Les îles ainsi que les eaux environnantes constituent la réserve naturelle des îles Desertas.

## Géographie
Les îles Desertas sont situées au sud-est de l'île de Madère d'où on peut les apercevoir sans difficulté. L'archipel est composé de l'îlot Chão, l'île de Bugio et Deserta Grande, la plus grande. Ces trois îles allongées s'étirent les unes à la suite des autres. La plus septentrionale est l'îlot Chão qui culmine à 104 mètres d'altitude et n'est distante que de onze kilomètres de la pointe de Sao Lourenço sur Madère. La plus méridionale est l'île de Bugio qui culmine à 348 mètres d'altitude. Entre les deux se trouve Deserta Grande, la plus grande des trois îles avec 13,5 kilomètres de longueur sur 2,4 kilomètres de largeur pour une altitude maximale de 442 mètres. L'ensemble des trois îles couvre une superficie de 14,21 km2.

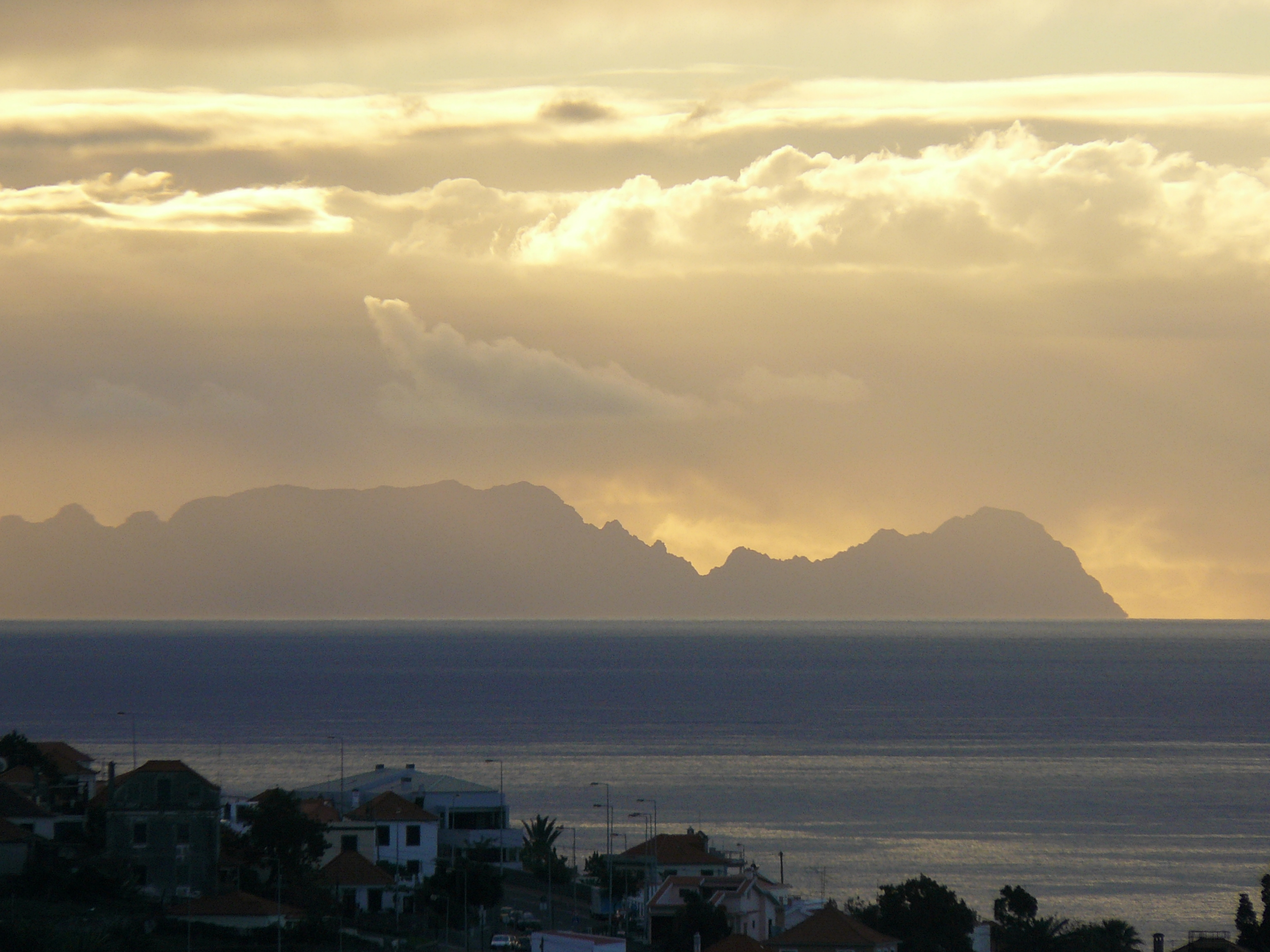
Silhouette des îles Desertas depuis Funchal sur l'île de Madère.

## Écosystèmes et protection
Leur inhospitalité en raison de leur aridité, de leur relief escarpé et de leur difficulté d'accès explique qu'elles soient inhabitées. Leur accès n'est permis que sur autorisation spéciale, laquelle n'est en principe délivrée qu'aux scientifiques qui y disposent d'une petite station de recherche.
En effet, ces îles abritent notamment des colonies de phoques moines de Méditerranée ainsi qu'une espèce endémique d'escargot, Geomitra grabhami[réf. nécessaire] et une espèce endémique de tarentule, Hogna ingens (en). La longueur de cette araignée venimeuse est de quatre centimètres sans les pattes, douze avec les pattes étendues, ce qui en fait une des plus grandes araignées du genre Hogna dans le monde ; sa population est limitée à la vallée Castanheira, dans les hauteurs de Deserta Grande, où elle vit cachée sous les pierres sans construire de toile en se nourrissant d'invertébrés et de lézards,,. Les îles sont protégées depuis 1990 et constituent une réserve naturelle depuis 1995.